# Лардерелло
Лардерелло (итал. Larderello) — коммуна в Италии, располагается в регионе Тоскана провинции Пиза.
Высота над уровнем моря — 390 метров.
В коммуне насчитывается 850 человек, являющихся сотрудниками энергетической компании Enel. В Лардерелло производится 10 % геотермальной энергии в мире — 4800 гВт•ч.

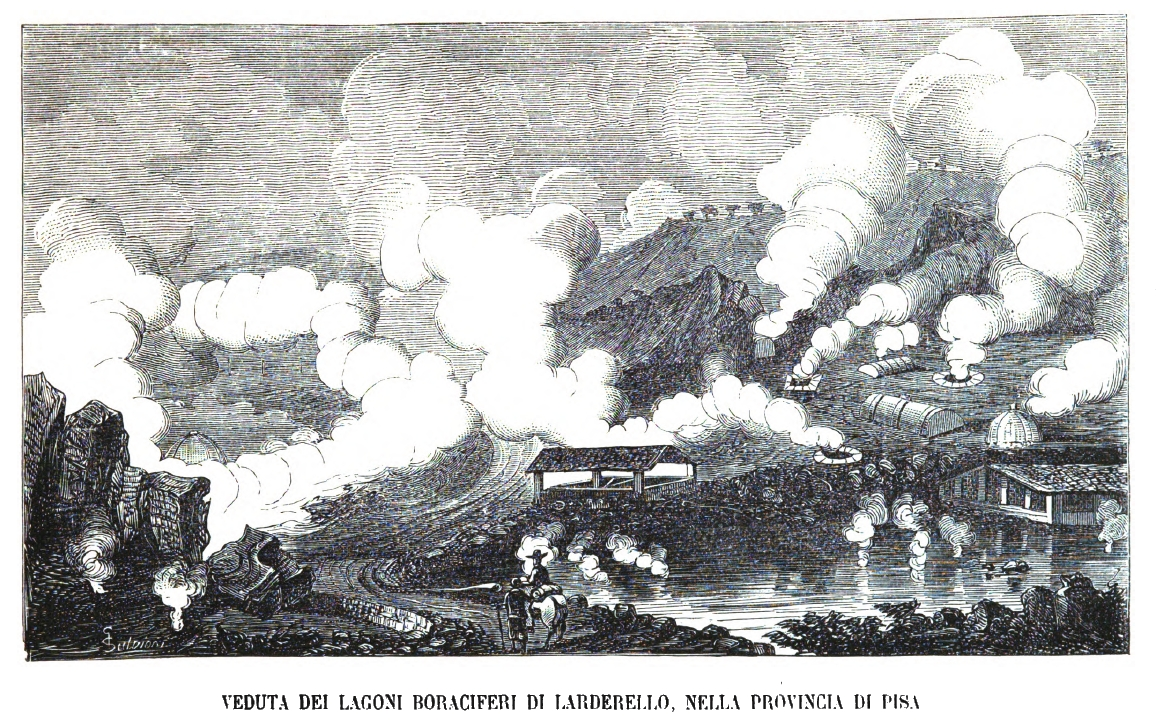
Панорама Лардерелло в 1868 году

Здесь впервые Франсуа де Лардерель начал использовать в 1827 году геотермальную энергию в промышленности — для производства борной кислоты. В 1905 году энергию геотермальных источников начали использовать для промышленного производства электроэнергии. Затем в 1931 году были пробурены скважины для увеличения выхода тепла, а в 1937 году были построены первые градирни.